# Überwachungstätigkeit
Als Überwachungstätigkeit wird im Allgemeinen die Führung und Überwachung automatisiert ablaufender Prozesse durch einen Menschen verstanden.

## Funktionen einer Überwachungstätigkeit
Qualitativ lässt sich die Aufgabe eines Operateurs als übergeordneter Regelungsvorgang beschreiben. Der Zustand eines Prozesses oder eines Systems ist zu beobachten, der Istzustand muss mit einem Sollzustand verglichen und gegebenenfalls muss die Korrektur einer Abweichung geplant und ausgeführt werden. Dabei werden fünf Hauptfunktionen unterschieden:
- Planung der auszuführenden Aufgaben und die Art der Aufgabenausführung durch den Operateur,
- Implementieren der Planung,
- Überwachen des Ablaufes und gegebenenfalls Fehler erkennen und deren Ursache feststellen
- Eingriffe bei Störungen um automatische Vorgänge abzubrechen und je nach dem neue Zielzustände oder neue Vorgehensweisen zu implementieren sowie
- Erfahrungswissen über das Systemverhalten systematisieren um es an neue Operateure weitergeben zu können.

## Vorkommen von Überwachungstätigkeiten
Typisch für Überwachungstätigkeiten sind die Leitstände von Großanlagen, wie Kraftwerke, Hochöfen, Stahlwerke und chemische Anlagen. Man findet sich aber auch in der Qualitätsprüfung der Produktion, der Flugsicherung oder beim Anästhesisten im Krankenhaus. Es werden überwiegend kognitive Ressourcen beansprucht. Neben der kontinuierlichen Bewertung des derzeitigen Zustandes muss der Operateur auch ständig mögliche Entwicklungen antizipieren, das Systemverhalten vorhersehen und sich für mögliche Störfälle geeignete Handlungsstrategien überlegen.

## Eigenarten
Bei der Arbeitsbelastung eines Operateurs lassen sich zwei Extreme unterscheiden.
Ist der Prozess im Normalbereich führt der hohe Automatisierungsgrad zu passiver Überwachung und damit kognitiver Unterforderung. Die für den Arbeitsplatz erforderliche Vigilanz lässt bereits nach 10–20 Minuten – je nach Disposition des Operateurs – nach. Der Verlauf der Vigilanzabnahme hängt von Faktoren wie Alter, Neurotizismus und Extraversion ab.
Bei einem Ereignis und gar einem Störfall ist der Operateur dagegen einer hohen Belastung bis hin zum persönlichen Lebensrisiko ausgesetzt. In kürzester Zeit sind hohe auflaufende Informationsmengen zu selektieren, folgerichtig auszuwerten und Korrekturmaßnahmen einzuleiten. Dabei besteht das große Risiko, dass die Stresssituation die Informationsaufnahme einschränkt und der Operateur mit regelbasierten statt mit auf aktuellen Informationen beruhenden, wissensbasierten Maßnahmen reagiert.

## Gestaltungsimplikationen
Grundvoraussetzung für die Gestaltung einer Überwachungstätigkeit ist, dass dem Operateur tatsächlich alle notwendigen Informationen und Eingriffsmöglichkeiten zur Verfügung stehen. Bei noch häufiger anzutreffenden Messwarten, bei der es notwendig ist, einzelne Messwerte vor Ort zu ermitteln und Eingriffe direkt an den Apparaturen vorzunehmen, spricht man von wandernder Überwachung.
Weiterhin sind bei der Gestaltung die Leistungsfähigkeiten der menschlichen Wahrnehmung und Informationsverarbeitung sowie die anthropometrischen Aspekte zu beachten und Grenzwerte einzuhalten. Dabei hilft die ISO 11064-1. Dazu kommt eine gebührende Beachtung der psychischen Belastungen bei der Informationsverarbeitung. Folgende Regeln sind für eine ergonomische Gestaltung wesentlich:
- Die Informationen müssen so gegliedert dargestellt werden, dass der menschlich Diagnose- und Zustandsbeurteilungsprozess damit unterstützt wird. Erforderliche Gedächtnisleistungen müssen durch die Gliederung verringert und die Wahrnehmung von Zusammenhängen erleichtert werden.
- Durch Vorverarbeitung der Informationen und der Ableitung zusammengefasster Zustandsgrößen lassen sich die Verarbeitungsprozesse des Operateurs sinnvoll beschleunigen[3].
- Gesetzmäßigkeiten der visuellen Wahrnehmung, wie Farben, Anordnung, Größe etc. sind zu berücksichtigen.
- Alarme sollten in Dringlichkeitshierarchie implementiert sein.

Für die Umsetzung sind integrierte Anzeigen, die das sogenannte „ecological interface design (EID)“ ermöglichen, zu bevorzugen. Angesichts des hohen Passivitätsanteils in der Arbeit sind intensive immer wiederkehrende Trainings und Simulationen von Störungen besonders wichtig.